# Brulé

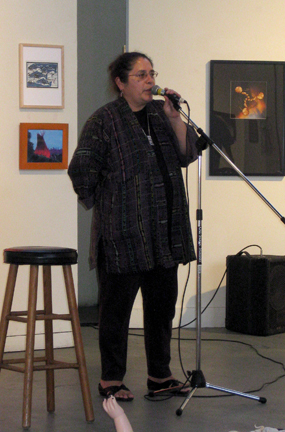
Janeen Antoine (Sicangu Lakota), conservadora, educadora, i directora d'American Indian Contemporary Arts

Els brulé o sičhą́ǧu són una de les set branques o bandes (a vegades anomenades "sub-tribus") ameríndies de la Nació Lakota teton (titonwan). També són coneguts com a Sičháŋǧu Oyáte (en lakota), o "nació cuixes cremades", i així foren anomenats brulé (lit. "cremat") pels francesos. El nom pot haver derivat d'un incident en el qual fugiren a través d'un foc de l'herba en les planes.
Molts sicangu viuen a la reserva índia de Rosebud al sud-oest de Dakota del Sud, on són reconeguts pel govern federal com a Tribu Sioux Rosebud o Sicangu Oyate. Una porció menor viu a la reserva índia Lower Brulé, al marge oest del riu Missouri, al centre de Dakota del Sud. Les dues tribus són políticament completament independents entre si.

## Bandes o Tiyošpaye històriques brulé

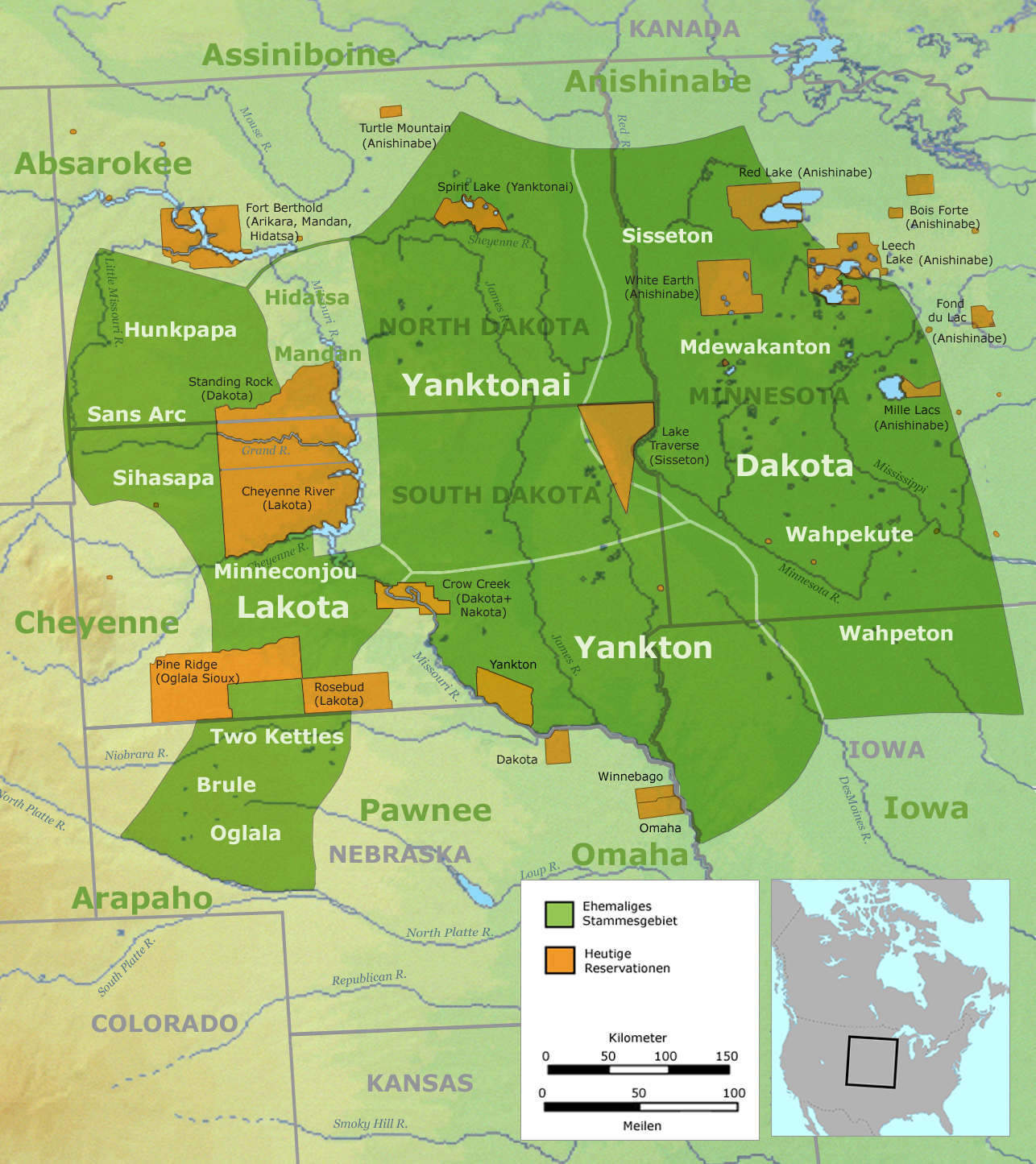
Territori original de la Gran Nació Sioux (en verd): els lakota (inclosos els sans arc o itazipco), els nakota (yanktonai i Tribu Yankton Sioux) i dakota, així com el territori de les reserves (taronja)

Junt amb els oglala lakota, que tenen la base a la reserva índia de Pine Ridge, sovint són anomenats lakotes meridionals. Són dividits en tres grans divisions tribals regionals: 
- Alts Brulé (Heyata Wicasa Oyate)
- Baixos Brulé (Kul Wicasa Oyate)[2]
- Brulé del riu Platte

Segons el Brulé Medicine Bull (Tatánka Wakan), eren un poble molt descentralitzat, identificant-se la majoria amb les següents tiyošpaye o bandes, que s'apleguen en diversos tiwahe locals (campament en cercles familiars):
- Iyakoza
- Chokatowela
- Shiyolanka
- Kanghi yuha
- Pispiza wichasha
- Waleghaunwohan
- Wacheunpa
- Shawala
- Ihanktonwan
- Nakhpakhpa
- Apewantanka

## Notables Sicangu (Brulé)
- Iron Nation, cap
- Iron Shell, cap
- Hollow Horn Bear, cap
- Two Strike, cap
- Mary Brave Bird, autor

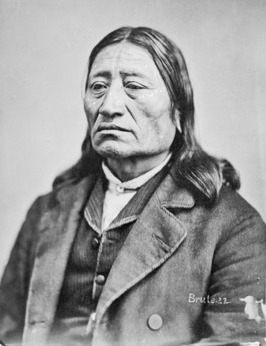
Cap Iron Nation

- Arnold Short Bull, ben conegut home sagrat Sicangu, qui va portar la Ghostdance als Lakota a Dakota del Sud en 1890
- Spotted Tail o "Sinte Gleska", cap del segle XIX[3]
- Standing Elk, cap del segle xix (diferent de Standing Elk (xeiene))[3]
- Moses Stranger Horse, artista
- Michael Spears, actor
- Eddie Spears, actor
- Albert White Hat, professor de llengua lakota
- Chauncey Yellow Robe, educador i activista
- Rosebud Yellow Robe, folklorista, educador i autor
- Leonard Crow Dog, líder espiritual, activista de l'American Indian Movement
- Paul Eagle Star (1866- 24 d'agost de 1891), artista amb Buffalo Bill Wild West Show. Havia assistit a la Carlisle Indian Industrial School, on es va inscriure al novembre de 1882. Després de tornar a la reserva, a principis de 1891, va ser reclutat com a home lliure sota contracte per trerballar amb Cody, i va anar de gira itinerant a Anglaterra. Va morir a Sheffield de tètanus, uns 10 dies després quan el cavall li va caure damunt durant una actuació, es disloqués i trenqués el turmell. La seva cama va ser amputada, però el tètanus va ser fatal. Fou enterrat al cementiri de West Brompton, a Londres, on Surrounded by the Enemy havia estat enterrat quan va morir en una gira anterior. Li van sobreviure la seva esposa i el seu fill.[4] Les restes d'Eagle Star foren exhumades en març de 1999 i traslladades als Estats Units. Els dos nets de Paul, Moses i Lucy Eagle Star, acompanyaren la repatriació de les restes, junt amb Philip James. El nou enterrament es va fer al cementiri lakota de Rosebud dos mesos més tard.